# Brad Faxon
Brad Faxon (* 1. August 1961 in Oceanport, New Jersey) ist ein US-amerikanischer Profigolfer der PGA TOUR.

## Werdegang
Nach dem Besuch der Furman University wurde er 1983 Berufsgolfer.
Auf der PGA TOUR gewann Faxon bislang acht Turniere und zählte vor allem in den 1990er Jahren zu den erfolgreichsten Spielern auf dieser großen nordamerikanischen Turnierserie. In jener Zeit war er Dauergast in den Top 20 der Golfweltrangliste. Seine beste Position in der Weltrangliste war der 11. Rang.
Er war zweimal im Team der USA beim Ryder Cup und spielte einmal für sein Land im Dunhill Cup.
Nachdem ihn schon einige Zeit Knieprobleme zu schaffen machten, unterzog sich Faxon im September 2005 einer Operation seiner überdehnten Bänder im rechten Knie.
Faxon ist einer der führenden Putter und gewann die entsprechenden Wertungen der PGA TOUR in den Jahren 1996, 1999 und 2000.

## Private Aktivität
Er engagiert sich seit langem zusammen mit seinem Freund und Golfkollegen Billy Andrade sehr stark im Wohltätigkeitsbereich und hat schon zahlreiche Auszeichnungen erhalten. Die – im Jahre 1991 gegründete – Billy Andrade/Brad Faxon Charities for Children, Inc. hat bislang über 3 Mio. $ für bedürftige Kinder in Rhode Island und im südlichen Massachusetts bereitgestellt. Seit 1999 findet alljährlich im Juni zu Gunsten dieser Stiftung ein Golfturnier statt, die CVS Charity Classic im Rhode Island Country Club.
Brad Faxon lebt zusammen mit seiner Frau Dory und vier Töchtern in Barrington, Rhode Island.

## Auszeichnungen
- 1999 Charles Bartlett Award (für unselfish contributions to society)
- 2002 Gold Heart Award (von der American Heart Association in Anerkennung der Wohltätigkeit)
- 2002 Ambassador of Golf Award

## PGA-Tour-Siege
- 1991 (1) Buick Open
- 1992 (2) New England Classic, The International
- 1997 (1) Freeport-McDermott Classic
- 1999 (1) B.C. Open
- 2000 (1) B.C. Open
- 2001 (1) Sony Open in Hawaii
- 2005 (1) Buick Championship

## Champions-Tour-Siege
- 2011 Insperity Championship
- 2013 Liberty Mutual Insurance Legends of Golf (mit Jeff Sluman)

## Andere Turniersiege
- 1985 Rhode Island Open
- 1986 Provident Classic (inoffizielles Event der PGA Tour)
- 1993 Heineken Australian Open (PGA Tour of Australasia)
- 1994 Franklin Templeton Shootout (mit Fred Couples)
- 1995 Fred Meyer Challenge (mit Greg Norman)
- 1996 Fred Meyer Challenge (mit Greg Norman)
- 1997 Fred Meyer Challenge (mit Greg Norman)
- 1999 Fred Meyer Challenge (mit Billy Andrade)
- 2001 Fred Meyer Challenge (mit Billy Andrade), Franklin Templeton Shootout (mit Scott McCarron)
- 2002 Franklin Templeton Shootout (mit Scott McCarron)

## Teilnahmen an Mannschaftswettbewerben
- Ryder Cup: 1995, 1997
- Dunhill Cup: 1997